# Вон, Джон
Джон Вон, 3-й граф Ке́рбери (англ. John Vaughan, 3rd Earl of Carbery, 1639—1713) — британский общественный и государственный деятель, генерал-губернатор Ямайки (1675—1678) и президент Лондонского королевского общества (1686—1689).

## Биография
Джон был вторым сыном Ричарда Вона, 2-го графа Кербери, и его второй жены Фрэнсис (ок. 1621—1650), дочери сэра Джона Алтама из Окси, Хартфордшир. После смерти отца в 1686 году Джон унаследовал графский титул и поместье Кармартеншир, поскольку его старший брат Фрэнсис к этому моменту тоже умер.
В апреле 1661 года Джон Вон стал кавалером ордена Бани. Был членом палаты представителей от округа Кармартен в 1661—1679 и 1679—1689 годах. С 1675 по 1678 годы служил лейтенант-губернатором Ямайки, его заместителем был знаменитый пират сэр Генри Морган. В период своего губернаторства Вон безуспешно вёл борьбу с ямайскими маронами под предводительством Хуана де Серраса, а также обвинялся в коррупции и продаже своих слуг в рабство.
Джон Вон пользовался в обществе дурной репутацией. Известный политик и писатель Сэмюэл Пипс называл Вона «самым неприличным парнем своего времени». Историк и политик Эдвард Хайд, 1-й граф Кларендон характеризовал Вона как человека, «лицо которого было так же безобразно, как и его слава».
Вон был избран членом Королевского общества в 1685 году, а в 1686—1689 годах был его президентом. Кроме того, был лордом-заседателем Адмиралтейства в 1689—1690 годах.

## Семья
Джон Вон был дважды женат: первый раз — на Мэри Браун, дочери Джорджа Брауна из Грин-кастл; у них не было детей. В повторный брак Вон вступил 10 октября 1682 года с Анной Савиль, дочерью Джорджа Савиля, 1-го маркиза Галифакса. В браке у них было двое детей: Джордж (умер в возрасте 2 лет), и Энн (1689—1751), которая в 1713 году вышла замуж за Чарльза Паулета, 3-го герцога Болтона.